# M2005 HE-VLAP
M2005 HE-VLAP (High Explosive Velocity Enhanced Long Range Projectile) – południowoafrykański pocisk odłamkowo-burzący z dodatkowym napędem rakietowym kalibru 155 mm. Produkowany przez firmę Denel.

## Dane taktyczno-techniczne
- Kaliber: 155 mm
- Masa: 43,4 kg
- Masa materiału wybuchowego: 4,5 kg
- Donośność:
  - 41 000 m (lufa L/39, V0=840 m/s)
  - 52 000 m (lufa L/52, V0=956 m/s)